# Високе фентезі (рольова гра)
«Високе фентезі» (англ. High Fantasy) — фентезійна рольова ігрова система, спочатку опублікована Fantasy Productions у 1978 році. Друге видання в 1981 році та кілька наступних книг були опубліковані видавництвом Reston Publishing. У них розповідалося про сольні пригоди за допомогою системи «Високе фентезі». Гра отримала змішані відгуки в ігрових періодичних виданнях, включаючи White Dwarf, The Space Gamer, Different Worlds, Ares і Dragon.

## Опис
«Високе фентезі» — фентезійна рольова система, схожа на Dungeons & Dragons.

## Геймплей

### Генерація персонажа
Базові атрибути визначаються випадковим чином. Гравець може вибрати один із чотирьох основних класів персонажів: воїни, маги, господарі тварин і алхіміки (які можуть виготовляти і використовувати вогнепальну зброю).

### Магія
Використання магії використовує магічну систему заклинань.

### Бої
Система ближнього бою використовує процентильні кубики (випадковий кидок від 1 до 100). Гравець кидає відсоткові кубики і порівнює отримане число з шансом супротивника ухилитися, а різниця між цими числами визначає, чи буде удар успішним.

### Набуття досвіду
Персонажі отримують досвід для успішних пригод, що дозволяє їм підвищувати рівень навичок.

### Монстри
Правила містять короткі описи чудовиськ.

## Історія видання
Під час навчання в університеті Індіани Джеффрі С. Діллов почав грати в оригінальну версію Dungeons & Dragons. Незадоволений правилами, Діллов написав власний набір правил і почав запускати ігри для своїх однокурсників. Після закінчення навчання 1978 року Діллов та його дружина створили Fantasy Productions, надрукували 100 примірників правил у вигляді 44-сторінкової книги з помаранчевою обкладинкою під назвою «Високе фентезі» і почали продавати їм ігрові конвенції. Діллови використали свій прибуток, щоб видати другий тираж з кремовою обкладинкою. Це привернуло увагу Twinn K, виробника ігрових автоматів, який прагнув диверсифікувати свій бізнес. Це партнерство дозволило Fantasy Productions видати третій наклад з кольоровою обкладинкою.
Друге видання було опубліковано Reston Publishing, дочірньою компанією Prentice Hall, у 1981 році у вигляді 208-сторінкової книги у твердій обкладинці, 208-сторінкової книги в м'якій обкладинці та коробкового набору, що включає дві книги, п'ять аркушів із символами та кубики. Друге видання включало 73-сторінковий вступний сольний сценарій «Втеча з Квецтека» з 360 пронумерованими сценами (персонаж гравця перебуває в місті Квестекль на релігійному фестивалі, коли генерал Тескалозл і його поплічники атакують місто, вбиваючи всіх, кого можуть знайти. Мета пригоди — втекти з міста).
У міру того, як ігрова система «Високе фентезі» набирала популярність, були додані додаткові пригодницькі книги, серед яких
- «Фортеця Еллендар» (Fortress Ellendar, 1979)[3]
- «Мургард» (Moorguard, 1980).[6]
- «Пригоди у високому фентезі» (Adventures In High Fantasy, 1981)[7]
- «Екран суддів» (Judges Screen, 1981)
- «На службі у Саєни Сефар» (In the Service of Saena Sephar, 1982)[5]
- «Вбивство в Ірлісі» (Murder in Irliss, 1982),[5]
- «Чарівники та воїни» (Wizards & Warriors, книга з твердою обкладинкою, яка містить книги «На службі у Саєни Сефар» і «Вбивство в Ірлісі»)[5]
- «Голдчестер: Більше пригод у високому фентезі» (Goldchester: More Adventures in High Fantasy, 1982)

## Відгуки
У випуску White Dwarf за червень/липень 1980 року (випуск № 19) Дон Тернбулл не вважав, що ця нова рольова система має шанси на переповненому ринку, де вже домінує Advanced Dungeons & Dragons (AD&D), кажучи: «У випадку з будь-якою новою рольовою грою в наш час, будь-який рейтинг в огляді повинен враховувати не тільки об'єктивне судження про гру, але і її ймовірний вплив на ринок, який вже домінує [. …] Питання не в тому, чи сподобається вам ігрова система, а в тому, чи міститиме вона достатньо матеріалу, який відповідатиме вашим особистим смакам, щоб спокусити вас відмовитися від тієї системи, яку ви використовуєте зараз […] Я вважаю, що правила „Високого фентезі“ занадто легкі для цього. Тож мої рейтинги базуються на тому, наскільки матеріали „Високого фентезі“ будуть конкурувати з D&D або будуть сумісні з D&D, а також (у випадку модулів) на тому, наскільки вони зроблять значний внесок у матеріал, який буде прищеплений до формату D&D». На завершення Тернбулл поставив ігровій системі похмуру оцінку лише 4 з 10.
У серпневому випуску журналу The Space Gamer за 1980 рік (випуск № 30) Рональд Пер прокоментував: «„Високе фентезі“ може працювати. Якщо ведучий гри готовий витратити час на розробку фонового світу, якщо гравці можуть ідентифікувати себе з персонажами, які існують лише у вигляді нападу, захисту та вроджених здібностей, і якщо люди зроблять те, що вони зробили з оригінальним D&D, і внесуть деякі необхідні зміни в правила, то „Високе фентезі“ може бути гарною грою. Якби розробник подвоїв розмір (і ціну), щоб дати нам більше передумов і пояснити деякі збої в правилах, „Високе фентезі“ могло б бути дуже гарною грою. Якщо вам подобаються прості абстрактні системи, з якими ви можете гратися досхочу, „Високе фентезі“ має що запропонувати. Якщо вам потрібно більше, ніж це, можливо, вам варто зачекати на „Високе фентезі ІІ“, або ж продовжувати грати в ті ігри, в які ви вже граєте».
Андерс Свенсон рецензував «Високе фентезі» для журналу Different Worlds і заявив, що «„Високе фентезі“ — це система з відмінностями, але не більше того. Я не збираюся змінювати жодного зі своїх ігрових правил через цю книгу, що незвично — я майже завжди знаходжу якісь акуратні повороти в останньому наборі правил, які я читав».
Ерік Голдберг рецензував «Високе фентезі» в журналі Ares Magazine № 9 і прокоментував, що «„Високе фентезі“ намагається домовитися про тонку грань між простим і спрощеним, але падає на неправильний бік. Гра повинна добре працювати, коли в неї грають з дизайнером і друзями, що не допоможе кільком тисячам, яким не пощастило зустрітися з паном Діллов».
У травневому випуску 1982 року журналу The Space Gamer (випуск № 51) Льюїс Пульсіфер не був вражений якістю написання та виробництва другого видання «Високого фентезі», сказавши: «Немає жодних причин для новачків чи досвідчених гравців у ФРІ (фентезійні рольові іги) віддавати перевагу „Високому фентезі“. Якби вона була професійно відредагована і значно переписана, щоб зробити частини більш зрозумілими для тих, хто не знає ФРІ, „Високе фентезі“ було б пристойною, хоча і не видатною, вступною грою. Наразі ж, якщо Reston [Publishing] продовжуватиме демонструвати таку зневагу до базової якості виробництва в інших своїх ігрових виданнях […], то хобі постраждає від цього».
У грудневому виданні Dragon (випуск № 68) за 1982 рік Роберт Пламондон вважав, що концепція сольних пригод, запроваджена у другому виданні гри, «справді працює дуже добре». Він підсумував: «Я був вражений усіма соло у „Високому фентезі“, і грав у кожну з них більше одного разу (щоразу з дико різними результатами). Вони показують, що підхід „інтерактивного роману“ до сольних пригод більш ніж працездатний — це найкращий спосіб їх написання. Якщо пощастить, це буде лише верхівка айсберга».
У своїй книзі 1990 року «Повний посібник з рольових ігор» (The Complete Guide to Role-Playing Games) ігровий критик Рік Свон застерігав читачів: «Не зійдіть зі свого шляху [щоб знайти її]. Хоча гра має благородні наміри як простіша альтернатива D&D, „Високе фентезі“ є похмурою — безнадійно похідною, незграбно написаною і практично непридатною для гри». На завершення Свон поставив грі дуже низьку оцінку 1,5 з 4, сказавши: «Як не дивно, книга завершується одним з найкращих пасьянсів, які я коли-небудь бачив — розумним, складним сценарієм, який конкурує з найкращими соло з Tunnels & Trolls. На щастя, його можна без особливих проблем адаптувати до інших фентезійних систем».
У своїй книзі 1991 року «Героїчні світи: історія та посібник з рольових ігор» (A History and Guide to Role-Playing Games) Лоуренс Шик вважав, що система має «непримітні правила», але «вирізняється високою якістю своїх сценаріїв».

## Інші відгуки та коментарі
- Gryphon (випуск 1, літо 1980)
- Gryphon (випуск 3, весна 1981)